# Fakola
Fakola è un comune rurale del Mali facente parte del circondario di Kolondiéba, nella regione di Sikasso.
Il comune è composto da 13 nuclei abitati:
- Dani
- Dembasso
- Dionkoni
- Dontereke
- Fakola
- Gouaranko
- Kotla
- M'Piéssana
- Sama
- Santiéni
- Socourani
- Soromana
- Zeguere